# Фехтовка (филм, 1892)
„Фехтовка“ (на английски: Fencing) е американски късометражен документален ням филм от 1892 година, заснет от режисьора Уилям Кенеди Диксън в лабораториите на Томас Едисън в Ню Джърси. Той е един от поредицата експериментални филми на Диксън и за първи път е излъчен пред публика на 18 януари 1896 година в „Театро до Принсипе Реал“ в Португалия.

## Сюжет
Филмът показва двама мъже, които в продължение на минута се дуелират, облечени в екипи за фехтовка.